# Stethojulis trilineata
 Stethojulis trilineata és una espècie de peix de la família dels làbrids i de l'ordre dels perciformes.

## Morfologia
Els mascles poden assolir els 15 cm de longitud total.

## Distribució geogràfica
Es troba des de les Maldives fins a Samoa, Palau, Japó i Austràlia.